# 비셰르 카사우네

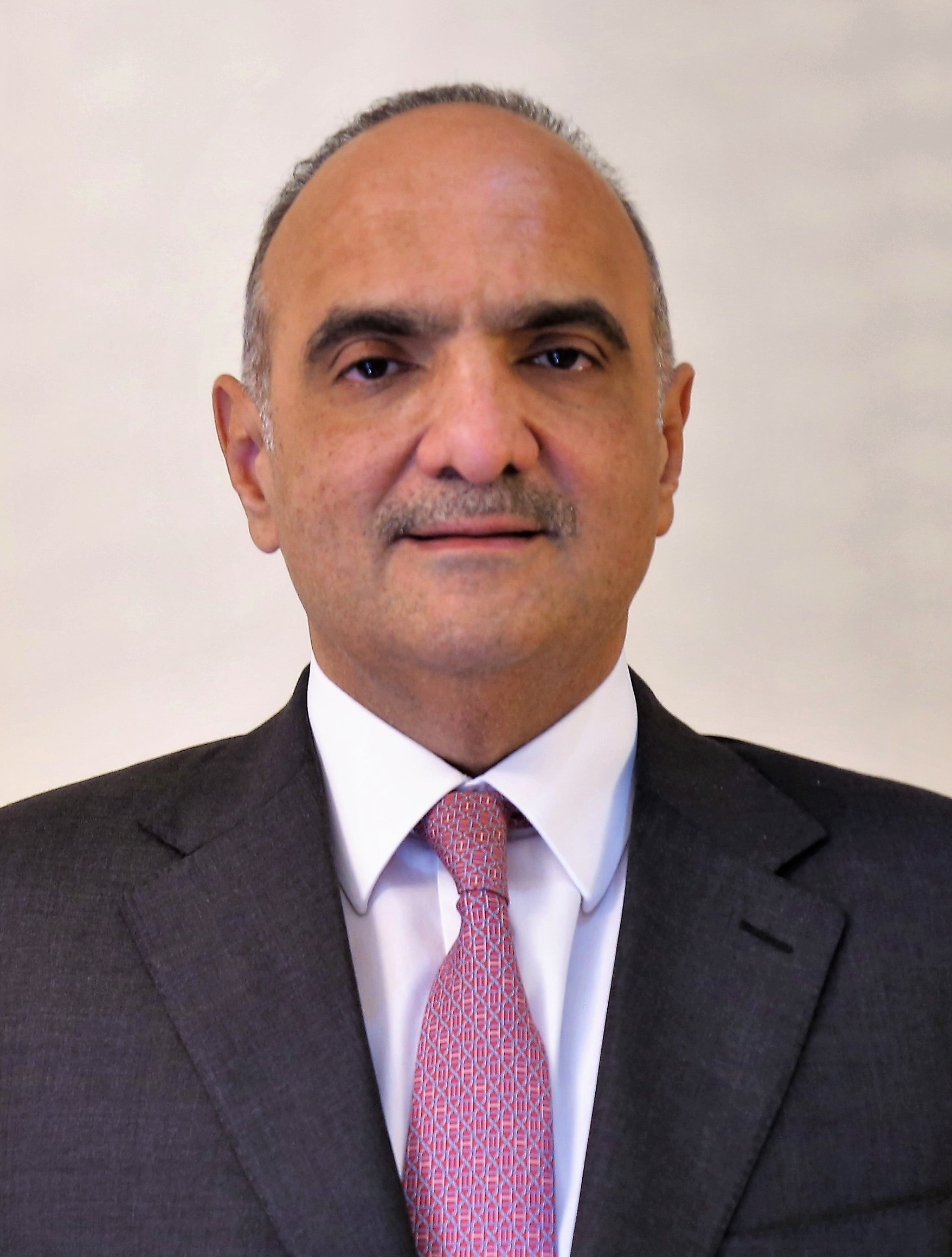
2020년 모습

비셰르 카사우네(Bisher Khasawneh, 1969년 1월 27일 ~ )는 요르단의 정치인이자 외교관으로, 2020년 10월 12일부터 요르단의 제43대 총리 겸 국방부 장관을 맡고 있다.
카사우네는 이집트, 프랑스, 케냐, 에티오피아, 아프리카 연합, 아랍 국가 연맹 및 유네스코의 요르단 대사였다. 또한 요르단에서 조정관 겸 평화 프로세스 및 협상국 국장을 역임했다. 2016년부터 2017년까지 외무부 장관을 역임했다. 이후 2017년부터 2018년까지 법무부 장관을 역임했다. 2019년 4월부터 2018년까지 왕립 하시미트 법원(Royal Hashemite Court)에서 압둘라 2세 국왕의 커뮤니케이션 및 조정을 위한 고문으로 재직했다. 카사우네 총리로 임명될 때까지 킹 오브 폴리시스(King for Policies)의 고문으로 재직했다.